# Mountain Home (Arkansas)
Mountain Home es una ciudad ubicada en el condado de Baxter en el estado estadounidense de Arkansas. En el Censo de 2010 tenía una población de 12448 habitantes y una densidad poblacional de 409,77 personas por km².

## Geografía
Mountain Home se encuentra ubicada en las coordenadas 36°20′4″N 92°23′5″O / 36.33444, -92.38472. Según la Oficina del Censo de los Estados Unidos, Mountain Home tiene una superficie total de 30.38 km², de la cual 30.38 km² corresponden a tierra firme y (0%) 0 km² es agua.

## Demografía
Según el censo de 2010, había 12448 personas residiendo en Mountain Home. La densidad de población era de 409,77 hab./km². De los 12448 habitantes, Mountain Home estaba compuesto por el 96.58% blancos, el 0.28% eran afroamericanos, el 0.51% eran amerindios, el 0.58% eran asiáticos, el 0.06% eran isleños del Pacífico, el 0.54% eran de otras razas y el 1.46% pertenecían a dos o más razas. Del total de la población el 1.97% eran hispanos o latinos de cualquier raza.